# Spathidexia spatulata
Spathidexia spatulata là một loài ruồi trong họ Tachinidae.